# Cádiz (tartomány)
Cádiz tartomány egy közigazgatási egység Spanyolországban, az Ibériai-félsziget déli csücskében, Andalúzia autonóm közösségben. 

## Földrajz
Északnyugaton Huelva tartománnyal, északkeleten Sevilla tartománnyal, keleten Málaga tartománnyal, délkeleten Gibraltárral és a Földközi-tengerrel, délen a Gibraltári-szorossal, nyugaton pedig az Atlanti-óceánnal határos. Itt található az Ibériai-félsziget és a kontinentális Európa legdélibb pontja, a Punta de Tarifa. Délnyugati tengerpartja a Costa de la Luz, délkeleti a Costa del Sol.
Nyugaton és délkeleten síkvidék, középen és északkeleten hegyek találhatók. 
Folyói a Barbate és a Guadalete.

### Természetvédelmi területek
- Parque natural Sierra de Grazalema
- Parque natural de los Alcornocales
- Parque natural de la Bahía de Cádiz
- Parque natural del Estrecho
- Parque natural de La Breña y Marismas del Barbate
- Doñana Nemzeti Park
- Pinar de la Algaida y Marismas de Bonanza

## Közigazgatás

### Járások
2003 óta az alábbi 6 járás (spanyolul comarca) alkotja:

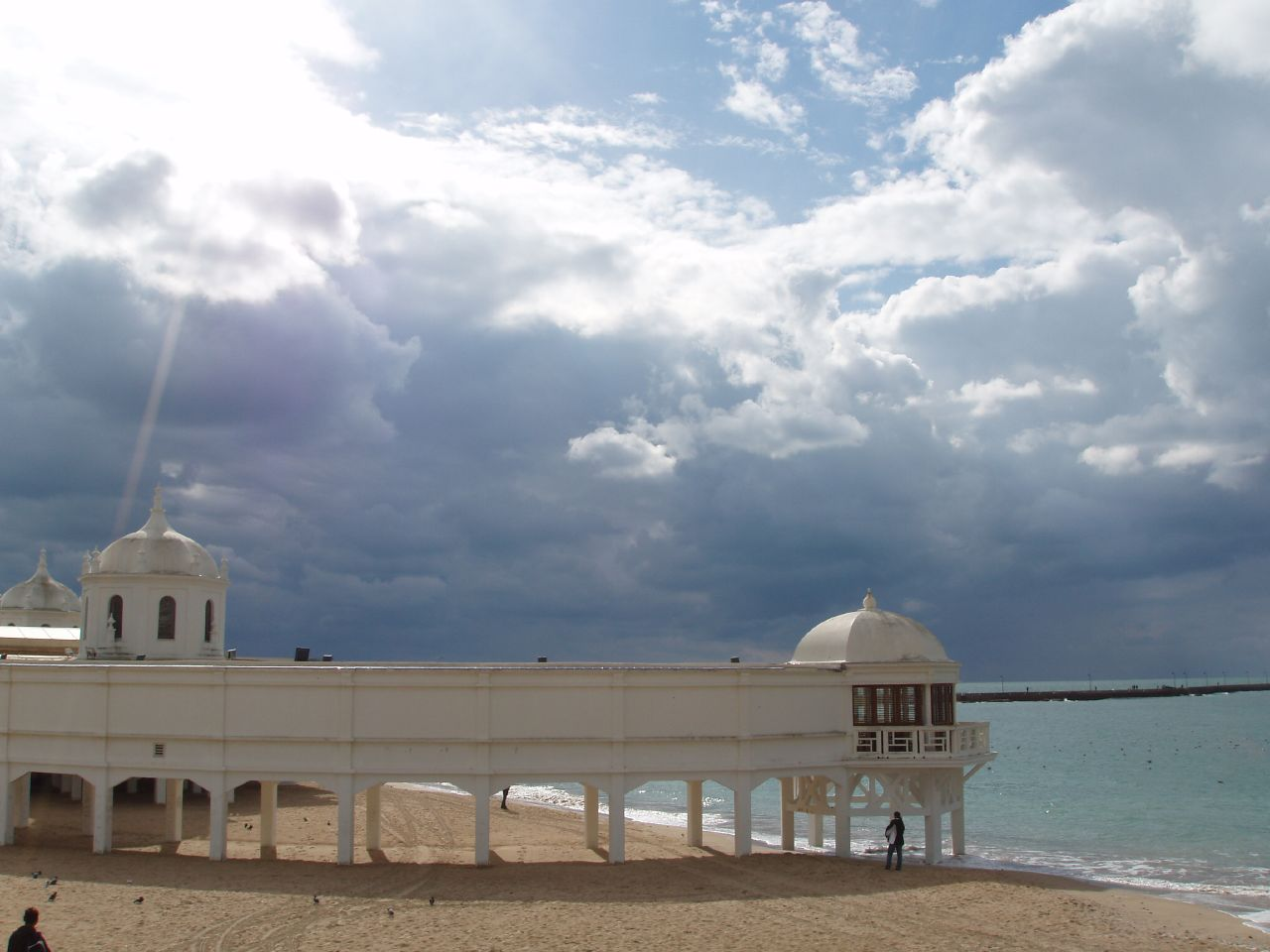
La Caleta

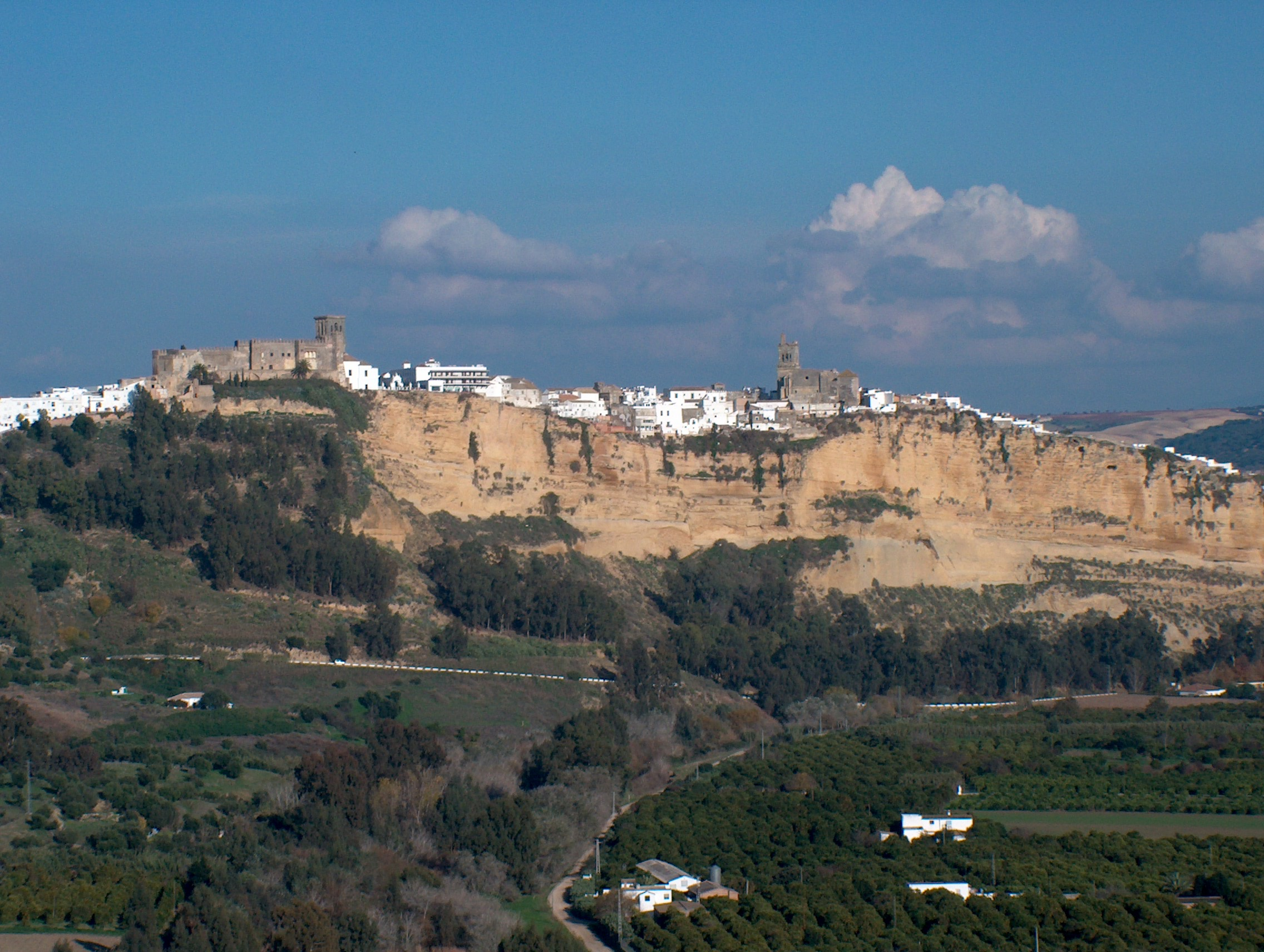
Arcos de la Frontera

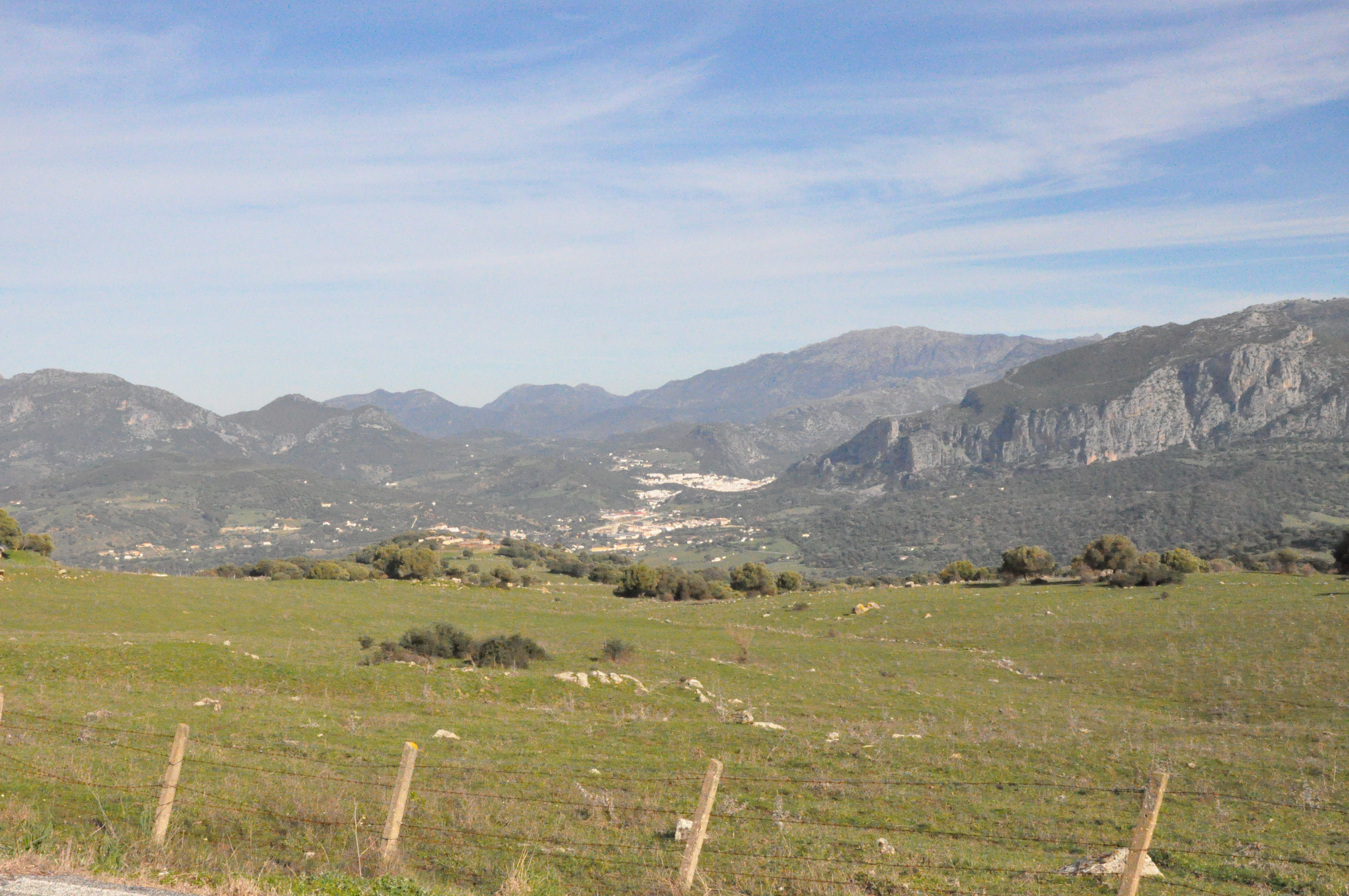
Ubrique

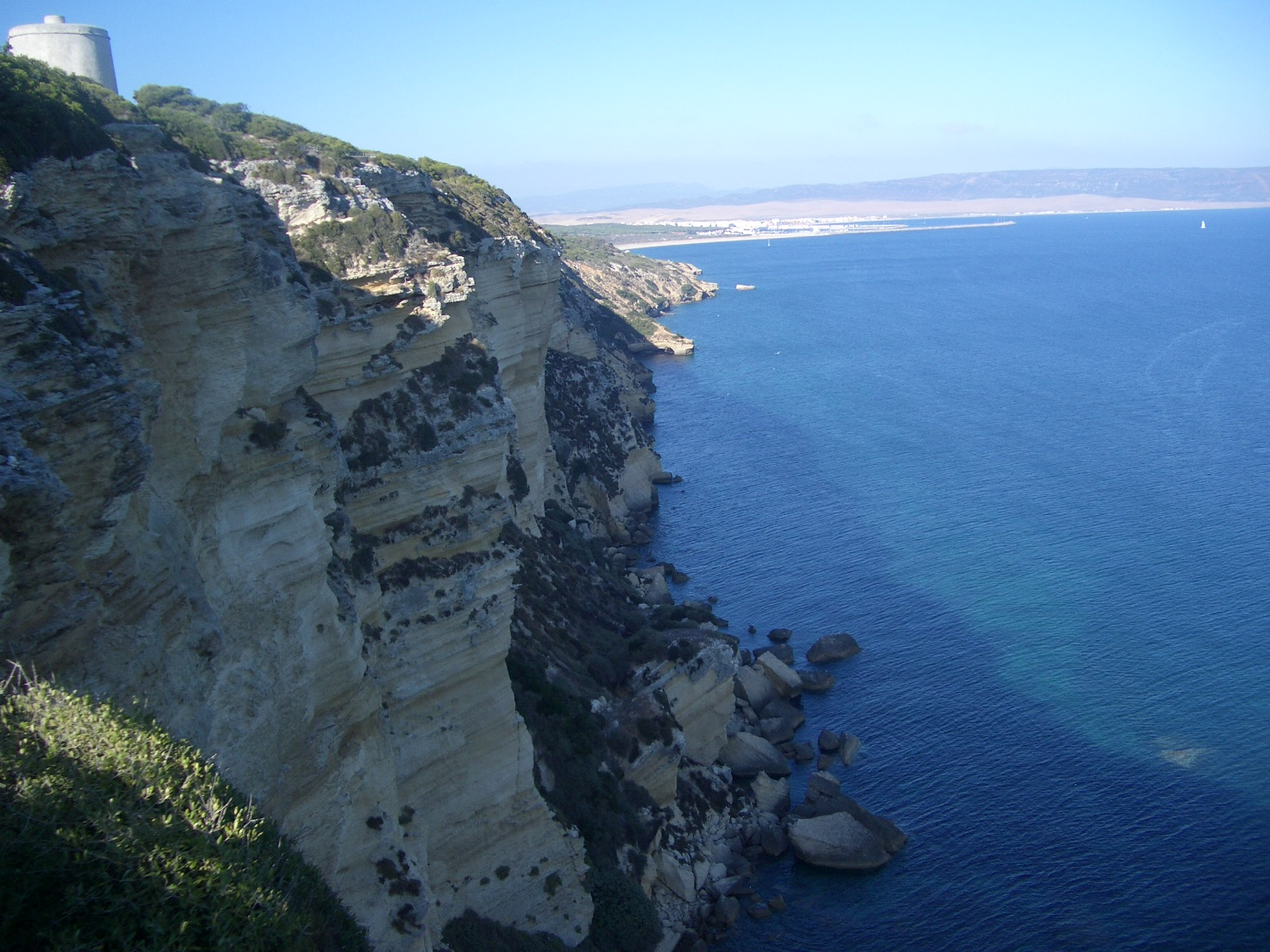
Tengerpart

| Cádiz tartomány járásai |                                | |
| Járás                   | Népesség (fő, 2013. január 1.) | Községek |
| Bahía de Cádiz          | 432.242                        | Cádiz, Chiclana de la Frontera, El Puerto de Santa María, Puerto Real, San Fernando |
| Campiña de Jerez        | 216.130                        | Jerez de la Frontera, San José del Valle |
| Campo de Gibraltar      | 261.078                        | Algeciras, Los Barrios, Castellar de la Frontera, Jimena de la Frontera, La Línea de la Concepción, San Roque, Tarifa |
| Costa Noroeste de Cádiz | 122.456                        | Chipiona, Rota, Sanlúcar de Barrameda, Trebujena |
| La Janda                | 87.797                         | Alcalá de los Gazules, Barbate, Benalup-Casas Viejas, Conil de la Frontera, Medina-Sidonia, Paterna de Rivera, Vejer de la Frontera |
| Sierra de Cádiz         | 118.789                        | Alcalá del Valle, Algar, Algodonales, Arcos de la Frontera, Benaocaz, Bornos, El Bosque, Espera, El Gastor, Grazalema, Olvera, Prado del Rey, Puerto Serrano, Setenil de las Bodegas, Torre Alháquime, Ubrique, Villaluenga del Rosario, Villamartín, Zahara de la Sierra |

### Községek
| Cádiz tartomány községei | |
| 1. Alcalá de los Gazules 2. Alcalá del Valle 3. Algar 4. Algeciras 5. Algodonales 6. Arcos de la Frontera 7. Barbate 8. Los Barrios 9. Benaocaz 10. Bornos 11. El Bosque 12. Cádiz 13. Castellar de la Frontera 14. Conil de la Frontera 15. Chiclana de la Frontera 16. Chipiona 17. Espera 18. El Gastor 19. Grazalema 20. Jerez de la Frontera 21. Jimena de la Frontera 22. La Línea de la Concepción | 23. Medina-Sidonia 24. Olvera 25. Paterna de Rivera 26. Prado del Rey 27. El Puerto de Santa María 28. Puerto Real 29. Puerto Serrano 30. Rota 31. San Fernando 32. Sanlúcar de Barrameda 33. San Roque 34. Setenil de las Bodegas 35. Tarifa 36. Torre Alháquime 37. Trebujena 38. Ubrique 39. Vejer de la Frontera 40. Villaluenga del Rosario 41. Villamartín 42. Zahara de la Sierra 43. Benalup-Casas Viejas 44. San José del Valle |

### A legnépesebb települések

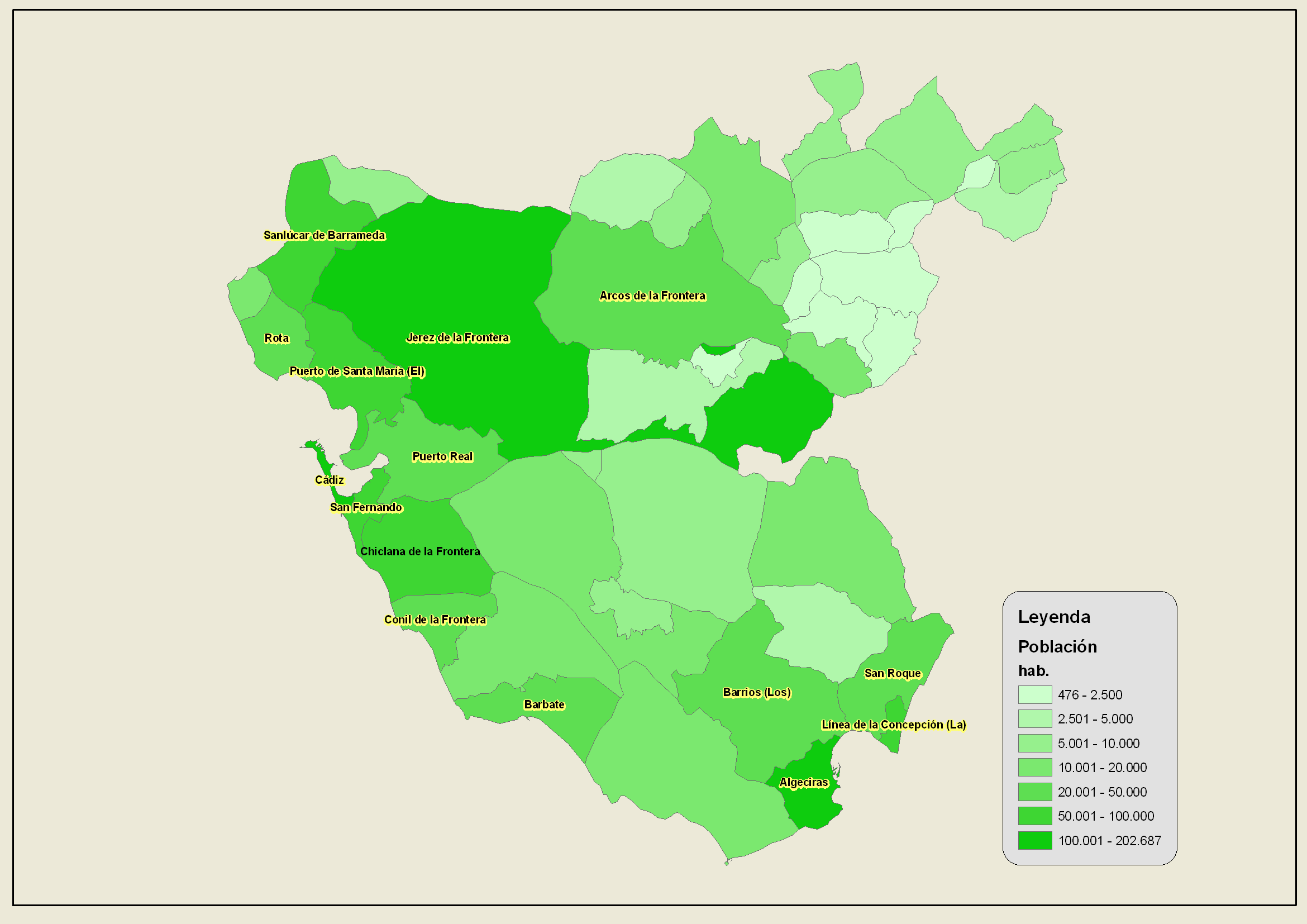
Cádíz tartomány községeinek népességi térképe

|     | Község                    | Lakosság (fő, 2017. január 1.) |
| --- | ------------------------- | ------------------------------ |
| 1.  | Jerez de la Frontera      | 212.915                        |
| 2.  | Algeciras                 | 121.133                        |
| 3.  | Cádiz                     | 118.048                        |
| 4.  | San Fernando              | 95.643                         |
| 5.  | El Puerto de Santa María  | 88.430                         |
| 6.  | Chiclana de la Frontera   | 83.148                         |
| 7.  | Sanlúcar de Barrameda     | 67.640                         |
| 8.  | La Línea de la Concepción | 63.146                         |
| 9.  | Puerto Real               | 41.472                         |
| 10. | Arcos de la Frontera      | 30.983                         |